# شهرستان دورهام (کارولینای شمالی)
شهرستان دورهام، کارولینای شمالی (به انگلیسی: Durham County, North Carolina) یک سکونتگاه مسکونی در ایالات متحده آمریکا است که در کارولینای شمالی واقع شده‌است.

## خصوصیات
شهرستان دورهام ۷۷۱٫۸۲ کیلومترمربع مساحت دارد.